# Aorotrema humboldti
Aorotrema humboldti är en snäckart. Aorotrema humboldti ingår i släktet Aorotrema och familjen Vitrinellidae. Inga underarter finns listade i Catalogue of Life.